# Marie-Josephine Gaudette
Marie-Josephine Clarice Gaudette, R.J.M., aussi connue sous le nom de Sœur Cécile (Manchester, 25 mars 1902 – Rome, 13 juillet 2017), était une supercentenaire américaine naturalisée italienne. Elle vécut 115 ans et 110 jours et fut doyenne d'Italie à compter du 15 avril 2017, après le décès d'Emma Morano.

## Biographie
Née à Manchester, dans le New Hampshire, de parents franco-canadiens, elle décida très jeune de devenir religieuse et prononça ses vœux à seulement 21 ans. Après avoir vécu au Canada et en France, où elle enseigna l'art et la musique, elle s'installa en 1958 dans un couvent à Rome, où elle demeura jusqu'à sa mort. Elle prit le nom de Sœur Cécile, en l'honneur de sainte Cécile, patronne de la musique, et rejoignit la Congrégation des Religieuses de Jésus-Marie.
Lors de l'élection présidentielle américaine de 2008, sa décision de voter a attiré l'attention des médias, faisant d'elle, à 106 ans, l'une des votantes les plus âgées.
Elle est décédée le 13 juillet 2017, à l'âge de 115 ans, cédant le titre de doyenne d'Italie à Giuseppina Projetto. Elle occupe actuellement la 57e place au palmarès des personnes ayant vécu le plus longtemps, parmi celles dont l'existence est attestée avec certitude.